# Barbie et ses sœurs : La Grande Aventure des chiots
Série Barbie
Barbie : Rock et Royales
(2015) Barbie : Agents secrets
(2016)
Série Barbie et ses sœurs
Barbie et ses sœurs : Au Club Hippique
(2013) Barbie et ses sœurs : À la recherche des chiots
(2016)
Pour plus de détails, voir Fiche technique et Distribution.
Barbie et ses sœurs : La Grande Aventure des chiots (Barbie and her sisters in the Great Puppy Adventure) est le 31e long-métrage d'animation qui met en scène le personnage de Barbie, ainsi que le troisième film de la série Barbie et ses sœurs après Barbie : Un Merveilleux Noël et Barbie et ses sœurs : Au Club Hippique. Le film est sorti en DVD le 23 septembre 2015 et a été réalisé par Andrew Tan.

## Synopsis
Barbie, Skipper, Stacie et Chelsea vont passer des vacances dans leur maison d'enfance à Willows, où vit toujours leur grand-mère. Comme cadeau de bienvenue, Mamy les laisse adopter chacune un des chiots de Tiffany, la chienne de la maison et en les offrant des petits gâteaux que Chelsea adore. Ensuite elles s'installent mais Chelsea n'a pas un lit comme les autres. Pour la consoler grand mère l'amène au grenier où Chelsea a des anciennes choses. Tandis que Barbie compte passer du temps avec son amie d'enfance Christie à la Fête de Willows, ses trois sœurs se mettent en chasse du légendaire trésor de Willows que même Barbie n'a pas réussi à retrouver. Mais d'un côté, la Fête de Willows a perdu de son charme étant donné les mauvaises finances de la ville. De l'autre, avec l'aide des chiots, la piste vers le trésor semble se concrétiser, mais cela intéresse dangereusement deux forains, Joe et Marty, qui rêvent d'un gros pactole.

## Fiche technique
- Titre original : Barbie and her sisters in the Great Puppy Adventure
- Titre français : Barbie et ses sœurs : La Grande Aventure des chiots
- Réalisation : Andrew Tan
- Scénario : Amy Wolfram
- Direction artistique : Alexandra Kavalova
- Musique : Christopher Willis
- Production : Genna du Plessis, Margaret M. Dean et Gabrielle Miles ; Julia Pistor et David Voss (exécutifs)
- Société de production : Mattel Playground Productions, ARC Productions
- Société de distribution : Universal Studios Home Entertainment
- Pays : États-Unis
- Langue d'origine : anglais
- Format : couleur - son stéréo
- Genre : Film d'animation
- Durée : 84 minutes
- Dates de sortie : 
  -  États-Unis : 27 octobre 2015 (DVD)
  -  France : 17 novembre 2015 (DVD)[2]

Sources : Générique du DVD, IMDb

## Distribution
| - Kelly Sheridan : Barbie - Kazumi Evans : Skipper / Dame de la fête foraine - Claire Maggie Corlett : Stacie - Alyssya Swales : Chelsea - Chelsea Miller : Taffy, le chiot de Barbie - Taylor Dianne Robinson : DJ, le chiot de Skipper - Bronwen Holmes : Rookie, le chiot de Stacie - Amelia Shoichet-Stoll : Honey, le chiot de Chelsea - Joanne Wilson : Mamy Roberts - Rebecca Shoichet : Tiffany, la chienne de Mamy - Michael Daingerfield : Joe / GPS - Sam Vincent : Marty / Client de la fête foraine - Morgan Taylor Campbell : Christie - Brian Dobson : Maire Jenkins / Jack, le vieux chien | - Noémie Orphelin : Barbie - Julie Basecqz : Skipper - Aaricia Dubois : Stacie - Alayin Dubois : Chelsea - Élisabeth Guinand : Taffy - Shérine Seyad : DJ - Émilie Guillaume : Rookie - Laetitia Liénart : Honey - Carole Trévoux : Mamy Roberts - Colette Sodoyez : Tiffany - Michel Hinderyckx : Joe - Sébastien Hébrant : Marty - Nancy Philippot : Christie - Robert Guilmard : Maire Jenkins - Robert Dubois : Jack - Mélanie Dermont : Beauty |

Sources : Générique du DVD

## Chanson du film
- The Greatest Day - produite par Gabriel Mann

## Autour du film
Créée en 1959, la Poupée Barbie est à l'origine de nombreux produits dérivés. Elle a également inspiré plusieurs films d’animation. Barbie et ses sœurs : La Grande Aventure des chiots est sorti la même année que Barbie en super princesse et Barbie: Rock et Royales, et sera suivi en 2016 par Barbie : Agents secrets.
Dans ce film, on découvre comment Barbie rencontre sa chienne, Taffy, qu'on retrouve dans la série Barbie et sa maison de rêve.
Le film a fait l'objet d'une adaptation en jeux vidéo : Barbie et ses sœurs : La Grande Aventure des chiots (Barbie and her Sisters Puppy Rescue).

### Articles Connexes
- Poupée Barbie
- Liste des films d'animation de Barbie